# I'm Breathless
I'm Breathless: Music from and Inspired by the Film Dick Tracy, referida comumente como I'm Breathless, é um álbum da artista musical estadunidense Madonna, que inclui faixas da trilha sonora do filme Dick Tracy e outras canções inspiradas no longa-metragem. O seu lançamento ocorreu em 22 de maio de 1990, através da Sire Records e da Warner Bros. Records como um acompanhamento para o filme Dick Tracy. No filme, Madonna interpretou Breathless Mahoney, e seu então namorado Warren Beatty interpretou o personagem homônimo. Após o término das filmagens, Madonna começou a trabalhar na trilha sonora com o cantautor Stephen Sondheim, o produtor Patrick Leonard e o engenheiro musical Bill Bottrell. Ela também trabalhou com Robert "Shep" Pettibone em "Vogue", primeira faixa de trabalho do disco. As gravações do projeto ocorreram durante três semanas nos estúdios Johnny Yuma Recording e Ocean Way, localizados em Los Angeles, Califórnia.
Musicalmente, I'm Breathless é um álbum que consiste predominantemente do jazz, do pop e do swing. As faixas refletem a personalidade de Madonna como uma showgirl e foram influenciadas por seu relacionamento com Beatty. A cantora queria criar uma música que se encaixasse no estilo e na produção do filme, ambientado nos dias da aplicação da lei dos intocáveis e cantou as faixas de acordo com a sua personalidade na produção. Algumas vezes, ela armou sua voz e cantou as notas quando necessário. Ela também fumava cigarros, a fim de retratar os vocais de sua personagem Breathless. Beatty e o cantor Mandy Patinkin foram caracterizado como parceiros de duetos em três canções.
I'm Breathless recebeu análises mistas da mídia especializada, a qual prezou os números compostos por Sondheim, bem como os vocais e a versatilidade de Madonna. Entretanto, alguns resenhadores consideraram que as canções não introduzidas no filme eram de pouco valor. "Sooner or Later", uma das faixas compostas por Sondheim, passou a ganhar o Oscar de Melhor Canção Original. A trilha sonora foi bem sucedida comercialmente, atingindo a primeira posição na Austrália, na Alemanha, no Japão, e na Europa; nesta penúltima região, foi o álbum de um artista estrangeiro mais vendido no ano de 1990. Nos Estados Unidos, conseguiu atingir a vice-liderança da Billboard 200 e foi certificado como platina dupla pela Recording Industry Association of America (RIAA). Mundialmente, faturou mais de sete milhões de exemplares vendidos no mundo todo.
A fim de promover o disco, dois singles foram retirados de seu alinhamento. O primeiro, "Vogue", foi um dos lançamentos mais bem sucedidos da carreira da cantora, atingindo a liderança de mais de 30 países, sendo aclamada pela crítica como uma canção influente. O segundo, "Hanky Panky", atingiu as dez primeiras posições em diversos países, como nos Estados Unidos e no Reino Unido. Como forma de divulgação do material e de seu projeto anterior, Like a Prayer, Madonna embarcou na turnê Blond Ambition (1990), cujo segmento Dick Tracy foi dedicado às faixas da trilha sonora. Obteve análises positivas e ganhou um prêmio durante os Pollstar Concert Industry Awards de 1990. Entretanto, devido ao uso de imagens católicas durante a digressão, o Papa João Paulo II pediu um boicote aos concertos na Itália. Depois que a turnê terminou, a artista apresentou faixas do disco durante os MTV Video Music Awards de 1990 e o Oscar 1991.

## Antecedentes e desenvolvimento
Em 1990, Madonna fez parte do filme Dick Tracy como Breathless Mahoney — um novo papel introduzido por ela, com Warren Beatty interpretando o personagem homônimo. Madonna disse à revista Premiere que inicialmente tinha esperado que Beatty a chamasse para o filme. Mas quando ele não a chamou, a cantora decidiu envolver-se na produção cinematográfica de forma voluntária. Ela fez a parte de Mahoney, mas ofereceu-se a trabalhar no filme por salários mínimos, para evitar favoritismo. As filmagens de Dick Tracy tiveram início no dia 2 de fevereiro de 1989, e terminaram três meses depois. Os cineastas consideraram em filmar o filme em Chicago, Illinois, mas o desenhista de produção Richard Sylbert acreditou que Dick Tracy seria gravado melhor em estúdios de som e backlots nos estúdios Universal, em Universal City, Califórnia. Outras filmagens ocorreram nos estúdios Warner Bros., em Burbank, Califórnia. Beatty fez frequentemente dezenas tomadas em cada cena. O filme foi lançado nos Estados Unidos em 15 de junho de 1990, e foi o terceiro com maior arrecadação em um fim de semana estadunidense naquele ano. Dick Tracy foi o nono filme com maior bilheteria em 1990 nos Estados Unidos, classificando-se na décima segunda posição mundialmente. O filme também recebeu análises positivas da mídia especializada. Roger Ebert, do periódico Chicago Sun-Times, elogiou as pinturas foscas, a direção de arte e o design de maquiagem protética, afirmando: "Dick Tracy é uma das fantasias mais originais e visionárias que eu já vi em uma tela [de cinema]".
Beatty percebeu vários aspectos positivos na contratação de Madonna como atriz para o filme. Ela ficou interessada em desenvolver a trilha sonora de Dick Tracy e os estúdios cinematográficos veriam isso como uma oportunidade promocional antes do lançamento de seu produto, uma vez que Madonna era popular como uma artista musical. Isso também beneficiaria a Warner Bros. Records, que teria uma razão para lançar um novo álbum de Madonna. De acordo com o biógrafo J. Randy Taraborrelli, autor de Madonna: An Intimate Biography, "na década de 1980, as gravadoras começaram a lançar álbuns que estavam intimamente associados a um filme, assim, ganhando promoção dupla. Estes eram principalmente denominados como trilhas sonoras, embora muitos deles não estivessem relacionados com o filme". Depois que as filmagens de Dick Tracy concluíram-se, Madonna começou a trabalhar na trilha sonora. Ela começou a gravar três músicas compostas por Stephen Sondheim para o filme — "Sooner or Later", "More" e "What You Can Loose" —, que fariam parte do álbum, mas também tinha que começar a compor e a desenvolver novas músicas, em comparação com seu estilo musical anterior. Em seu favor, ela produziu o álbum inteiro, incluindo as músicas de Sondheim. "Quero que as pessoas pensem em mim como uma atriz de comédia musical. Isso é o que este álbum significa para mim. É um trecho. Não apenas a música pop, mas canções que têm uma sensação diferente com esse tipo de música, uma sensação teatral", disse ela na época do lançamento da trilha sonora.
Madonna iniciou um relacionamento com Beatty naquela época, e sua atuação, gravação e canto resultou em impressioná-lo com o álbum, o que era importante para ela. Beatty e o ator Mandy Patinkin que contracenou, com Brabra Streisand como Avigdor em Yentl, também emprestaram suas vozes para canções do álbum, nomeadamente "Now I'm Following You" (ambas partes um e dois) e "What You Can Lose". Enquanto I'm Breathless estava sendo concluída, ela ainda precisava de um single principal. Ao mesmo tempo, Madonna e o produtor Robert "Shep" Pettibone decidiram compor uma nova canção chamada "Vogue" para ser o lado B de "Keep It Together", último single de seu quarto álbum de estúdio Like a Prayer (1989), para garantir que a canção se sairia melhor nas tabelas musicais. Quando os executivos da Warner ouviram a música, eles decidiram lançá-la como um lado A, e acabou por ser incluído em I'm Breathless.

## Gravação e composição

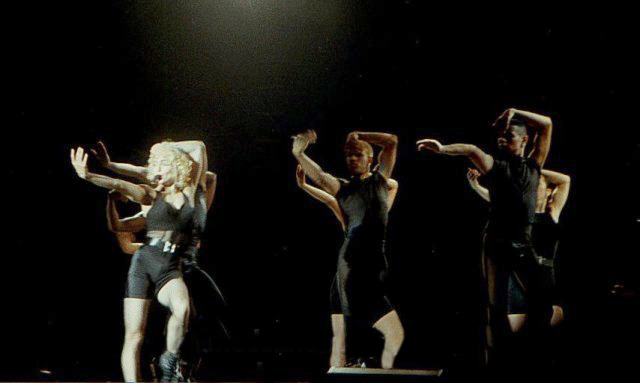
Madonna apresentando "Vogue" durante a turnê Blond Ambition (1990).

I'm Breathless é um álbum musicalmente derivado do jazz, do swing e do pop, onde Madonna e Sondheim recriaram e compõem a música do período retratado em Dick Tracy. De acordo com Rikky Rooksby, autor de The Complete Guide to the Music of Madonna, os estilos harmônicos e melódicos eram mais "complexos" do que as músicas que Madonna estava acostumado a cantar, e por isso ela achou difícil e exigente. Ela falou sobre o "deserto" das faixas, dizendo que ela e Sondheim não estavam confiantes em fazer justiça com as canções. Entretanto, ele continuou incentivando a cantora para que as sessões de gravação não fossem afetados. Madonna também chamou o produtor Patrick Leonard e o engenheiro musical Bill Bottrell para ajudá-la com o projeto. Ela e Leonard trabalharam para criar um estilo musical que se encaixasse no estilo e na produção do filme, ambientado nos dias de aplicação da lei dos Intocáveis. Bob Magnusson, que tocou o baixo no disco, lembrou que o relacionamento de Madonna com Beatty refletiu seu humor no estúdio. "Ela era agradável com todos e se apresentou para os músicos", acrescentou. De acordo com Lucy O'Brien, autora de Madonna: Like an Icon, após a separação entre Madonna e Sean Penn em 1989, a cantora estava confortável em seu novo relacionamento, o que influenciou os números e a interpretação de sua personagem. Madonna e Leonard contaram com uma banda ao vivo formada por dez integrantes e músicos de jazz, para dar à trilha sonora uma natureza swing. As sessões de gravação ocorreram nos estúdios Johnny Yuma e Ocean Way, ambos situados em Los Angeles, Califórnia, e concluíram-se por três semanas. As canções do álbum refletem a personalidade de Madonna no longa-metragem, onde ela cantou de uma forma "natural, radical e balançada" com vocais "descontraídos e com alma". Uma abordagem estudada foi evidente na maioria das canções, o que O'Brien comparou a "uma atriz interpretando um papel e realizando um exercício vocal na técnica". Algumas das músicas apresentou Madonna lançando seus vocais e cantando as notas somente quando necessário. A secura foi predominante na maior parte de seu canto, o que era necessário para as canções e o cenário. Madonna começou a fumar cigarros, a fim de conseguir isso. Guy Pratt, que também tocou o baixo no disco, disse que a cantora "estava no personagem e começou a fumar. Ela realmente jogou um cigarro em cima de mim. Sua personagem fumava e, portanto, ela também [fumava]".
O'Brien disse que as faixas de I'm Breathless tinham um "coquete" e uma "natureza favorável", e era totalmente oposto do lançamento anterior de Madonna, Like a Prayer, que tinha uma composição introspectiva. Ele se inicia com o som de um interfone e um som evasivo, e a balada "He's a Man" começa, uma canção onde Madonna canta como se ela fosse uma "prostituta perseguindo a avenida". Além disso, os vocais "assustadores" da cantora continuam depois que a música acaba. A voz de Madonna parece "iluminada" entre o arranjo dos órgãos, das cordas, do piano, do saxofone e dos vocais de apoio. Enquanto ela canta o refrão "Você é um homem com uma arma na mão", sua voz se aprofunda e uma mudança fundamental pode ser vista. Uma das canções compostas por Sondheim, "Sooner or Later", é uma balada jazz dos anos 30 com maquetas de piano, sons de bateria, contrabaixo e trompas. Conjurando a atmosfera de uma boate esfumaçada, a música apresenta Madonna em seu alcance mais baixo, enquanto as mudanças de melodia permanecem continuamente. "Hanky Panky", lançada como o segundo single, é a faixa seguinte e trata de temas sadomasoquistas, sendo centrada em torno de uma mulher que celebra os prazeres de uma "boa surra". É interpretada em um estilo quase cômico, e resultou a partir de uma linha no filme, onde Breathless diz a Tracy: "Você não sabe me bater ou me beijar". A faixa começa lentamente com um piano, e mudanças são ouvidas após alguns instantes; a canção se transforma em uma música derivada do jazz, com a linha do baixo mudando de menor para maior em seu refrão. A cantora teve que suavizar algumas das letras sugestivas para agradar os executivos da The Walt Disney Company, produtora de Dick Tracy. Sobre o tema da canção, a artista comentou:
| “ | Esse tema começou porque eu acreditava que minha personagem em Dick Tracy gostava de levar tapas, e é por isso que ela andava com pessoas como o personagem de Al Pacino. Warren [Beatty] me pediu para escrever algumas músicas, onde "Hanky Panky" falava sobre isso. Digo na canção 'Nada como uma boa surra', e no meio eu digo: 'Oh, meu traseiro dói só de pensar nisso'. Quando ela foi lançada, todo mundo começou a perguntar: 'Você gostaria de ser espancada?', e eu digo: 'Sim, sim, eu gostaria'. | ” |

A faixa seguinte do disco é "I'm Going Bananas", uma canção musicalmente derivada dos estilos utilizados por Carmen Miranda, sendo feita com um sotaque espanhol. Um ritmo de salsa é predominante ao longo da faixa, com Madonna apertando suas cordas vocais enquanto canta, apoiada por percussão e latões. Na quinta faixa, "Crybaby", Madonna os vocais da personagem Betty Boop. A sua melodia é ouvida sobre as cordas interligadas por sintetizadores, buzinas, trompas e um baixo. Rooksby explicou que Madonna canta sobre um rapaz que é "muito sensível e suave", e o refrão emprega uma sequência de acordes cromática. A canção termina abruptamente com uma longa sequência de acabamento. A próxima faixa, "Something to Remember" lida sobre o seu casamento fracassado com Penn e foi a fonte de inspiração do título de sua coletânea musical lançada em 1995. Musicalmente, possui acordes melancólicos e uma melodia lente, que de acordo com Taraborrelli, "torna a canção mais atraente por Madonna". A instrumentação contida na faixa incluem sons formados por piano, cordas e percussão. A progressão de acordes apresenta mudanças "inesperadas", mas ainda soa como uma melodia sentimental. Liricamente, trata de um caso de amor que não se concretizou, mas teve suas boas lembranças. Para o final da canção, são ouvidos tambores e uma coda começa com piano.
Mark Coleman, da revista musical Rolling Stone, descreveu "Back in Business" como uma "dor de cabeça lancinante". A canção contém uma sequência de "versos-lentos-com-refrão-rápido". De acordo com Rooksby, "o refrão explode em vida, com Madonna saboreando claramente as letras sobre bons caras terminando em último (...) a frieza de sua entrega está apta para o assunto". Seus vocais são acompanhados por sons de trompetes suaves e um solo de saxofone. "More" é o segundo tema composto por Sondheim e Madonna recita as letras de tema materialista com ironia, ao longo de uma batida dupla insuflável com sapateado durante uma pausa instrumental. A faixa é composta por uma estrutura musical de acordes sincopados, mudanças de ritmo e rimas líricas. O arranjo se alterna entre um ritmo lento e rápido, exigindo uma enunciação adequada por Madonna. A última obra composta por Sondheim, "What You Can Lose", é um dueto com a cantora Mandy Patinkin. É uma canção sentimental onde Patinkin fornece a voz masculina, enquanto Madonna canta durante o segundo verso com cordas e harmônicos.

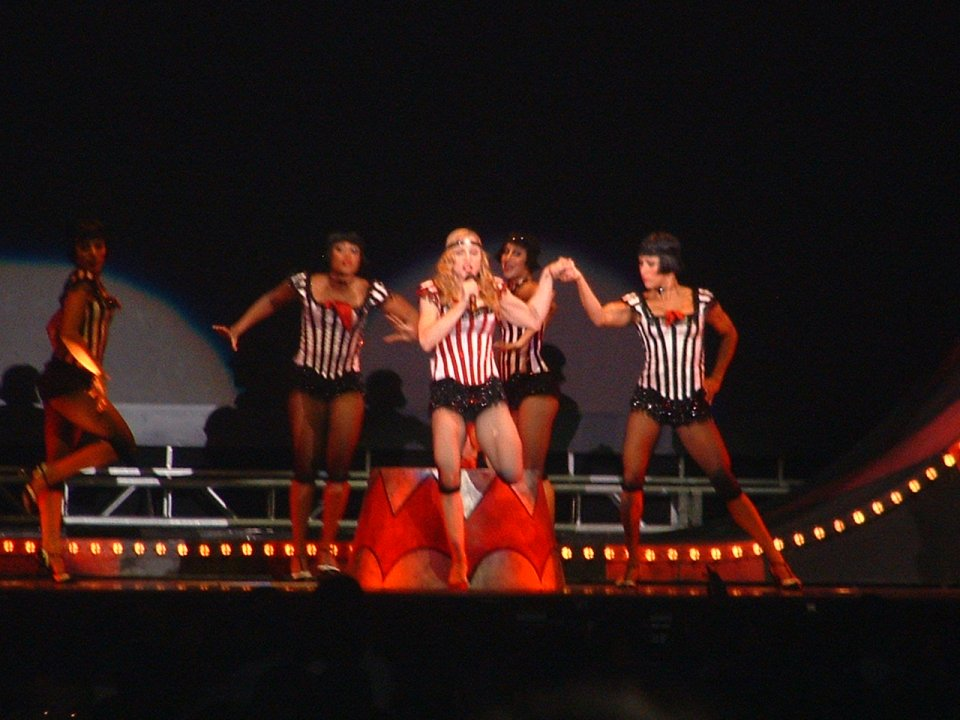
Madonna apresentando "Hanky Panky" durante a turnê Re-Invention (2004).

Madonna canta um dueto de duas partes com Beatty, intitulado "Now I'm Following You". Com batidas em cima de um riff, Madonna revela que "Dick" é um "nome interessante". A primeira parte apresenta cordas, metais e trompas suaves, contendo uma sequência de sapateado durante o solo de piano intermediário e efeito de blues. No último acorde, é ouvido o som do disco ficar preso, e uma agulha é traçada através do vinil, seguindo-se rapidamente para a continuação. Ela se inicia com sons de tambores estilísticos da década de 1980 e um baixo com batidas da música de abertura "He's a Man" sendo entremeados. Na metade da canção, os vocais de Beatty são afrouxados e misturados com Madonna proferindo a frase "Dick — é um nome interessante". A palavra "Dick" é, então, repetida continuamente na estrutura da melodia principal, até que a canção termina com o som de um disco que sendo arrancado de um leitor de música. Bill Meyers, que tocou o piano durante a gravação, lembrou que Beatty precisou gravar seus vocais apenas uma vez. Quando Leonard lhe perguntou sobre regravar os vocais, o ator foi categórico e disse que era a versão final para o álbum. "Vogue" fecha o álbum e é musicalmente diferente do resto das faixas da trilha sonora. É um número de dança que consiste em uma "batida pulsante" e, liricamente, possui um tema de escapismo. A música fala sobre a dança de mesmo nome que reproduz poses de modelagem da alta moda. A música também apresenta uma seção de rap, onde Madonna diz os nomes de várias celebridades dos "anos dourados" de Hollywood, incluindo Greta Garbo, Marilyn Monroe, Marlene Dietrich, Marlon Brando e Jimmy Dean.

## Crítica profissional
| Críticas profissionais | Críticas profissionais |
| Avaliações da crítica  | Avaliações da crítica  |
| Fonte                  | Avaliação              |
| ---------------------- | ---------------------- |
| Allmusic               | [ 27 ]                 |
| Entertainment Weekly   | (A)                    |
| Robert Christgau       | (A)                    |
| Q                      | [ 30 ]                 |
| Rolling Stone          | [ 17 ]                 |
| Slant Magazine         | [ 31 ]                 |
| The New York Times     | (mista)                |

I'm Breathless obteve análises mistas da mídia especializada. Em seu livro Madonna: An Intimate Biography, Taraborrelli deu ao álbum uma análise favorável, escrevendo que era "um dos melhores momentos musicais de Madonna", e elogiando sua performance vocal. Os autores Allen Metz e Carol Benson escreveram em seu livro The Madonna Companion: Two Decades of Commetary que o álbum adequou Madonna muito bem, mas questionaram sua decisão de torná-lo um acompanhamento para Dick Tracy, em vez de um lançamento independente. Lucky Lara, do periódico Manila Standart Today, definiu o álbum como uma "surpreendente decisão da carreira de Madonna" e descobriu que a trilha sonora exibiu a versatilidade da cantora e outras faces de sua personalidade pop. Lara acrescentou que o álbum foi capaz de provar que Madonna "é chamada para fazer muitas outras coisas, não apenas o material ruim". Escrevendo para o Sarasota Herald-Tribune, Liz Smith forneceu uma revisão positiva, chamando o álbum de "excelente, diferente de qualquer coisa que [Madonna] já tentou", e listou os números compostos por Sondheim como os grandes destaques do registro.
Ray Boren, jornalista do Deseret News, ficou impressionado com os vocais de Madonna, definindo-os como "sensuais" e "bonitos", listando "Vogue" e "Something to Remember" como os destaques da trilha sonora. Greg Sandow, da revista Entertainment Weekly, concedeu para I'm Breathless uma nota A, prezando Madonna por "inventar uma nova personalidade de vocais da Broadway, construídos em torno de uma voz vinda da alma ainda não perfeitamente sob controle, mas ainda muito mais rica e obscura do que seu alcance vocal havia soado antes". O crítico Robert Christgau também deu para o álbum uma classificação A, explicando que quando se tratava de camp, Madonna "sabe como fazer muito bem". Christgau listou "Cry Baby", "He's a Man" e "Hanky Panky" como as melhores faixas do trabalho. Mark Coleman, da revista musical Rolling Stone, deu ao álbum uma classificação de três estrelas e meia de cinco atribuíveis e resenhou positivamente, alegando que Madonna "faz [o disco] muito bem com latões e penacho". Ele acrescentou que "Vogue" mostrava que a cantora "ainda poderia entregar algo extra indefinível". Sal Cinquemani, da Slant Magazine, deu ao disco quatro estrelas de cinco permitidas e comentou que "I'm Breathless prova que Madonna é uma mulher verdadeiramente renascentista".
De acordo com Jon Pareles, periodista do The New York Times, "depois de todas as nuances que Madonna trouxe no papel da menina má, é estranho que ela iria decidir-se agora a uma versão não examinada e restrita de respeitabilidade" e "pela primeira vez, Madonna deixou o negócio de ordenar a música". Tan Gim Ean, do New Straits Times, observou que Madonna jogou-se contra suas forças nas canções do álbum. Ele descreveu sua voz como "competente", mas considerou que as canções precisariam de "mais alcance e agilidade que Madonna tem à sua disposição". Dave Tianen, do jornal Milwaukee Journal Sentinel, descreveu o álbum como "uma mescla de pedaços de época, em que alguns deles são demasiadamente bonitos para seu próprio bem, acrescentando que "I'm Breathless não se torna mais do que a soma de seus maneirismos". Stephen Thomas Erlewine, do portal Allmusic, concedeu para a trilha sonora duas estrelas de um total de cinco, adjetivando as canções como "números novos bonitos" e listando "Vogue" como o destaque do disco. Rooksby criticou o álbum, dizendo que ele "não conseguiu transcender a qualidade de pastiche estéril e preservada em âmbar". Mark Cooper, da revista Q, ficou decepcionado com o álbum, comentando: "É algo decepcionante, porque a própria dama fica firmemente comprometida com uma personagem que é menos original do que a personalidade que ela evoluiu durante os anos 80". No entanto, na edição de dezembro de 1994 da publicação, Madonna declarou: "Eu teria que dizer que o disco favorito que eu fiz é a trilha sonora de Dick Tracy. Eu amo cada uma daquelas músicas (...) Meu julgamento nunca é baseado na reação do mundo".

## Divulgação

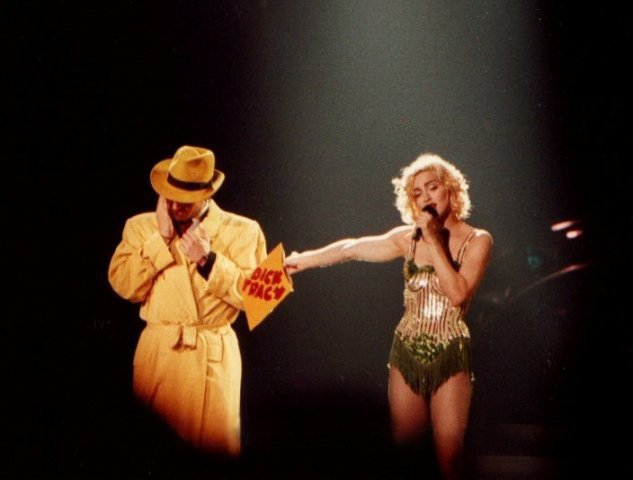
Madonna apresentando "Now I'm Following You" durante a turnê Blond Ambition (1990).

Juntamente com Like a Prayer, I'm Breathles foi divulgado através da terceira turnê de Madonna — sendo sua segunda mundial —, Blond Ambition (1990), que assim como sua digressão anterior, visitou a Ásia, a América do Norte e a Europa. Constituído de 57 datas, o concerto foi dividido em cinco seções: a primeira, intitulada Metropolis, foi inspirada no filme homônimo; a seguida, chamada Religious, foi influenciada por temas religiosos; a terceira, intitulada Dick Tracy, apresenta as faixas da trilha sonora e foi inspirada pela personagem de Madonna no filme Dick Tracy e por cabarés; o quarto bloco, intitulado Art Deco, apresentou figurinos extravagantes; a quinta e última seção foi constituída por um bis composto por "Holiday" e "Keep It Together". O show apresentou temas sexuais e imagens católicas, como na performance de "Like a Prayer", que foi baseada em igrejas e capelas, com Madonna usando um crucifixo e suas dançarinas e seus dançarinos vestidos como freiras e padres, respectivamente. A excursão foi criticada por seu conteúdo sexual e suas imagens religiosas; após o concerto feito em Toronto, Canadá, Madonna foi ameaçada de ser preso por obscenidade devido a apresentação de "Like a Virgin", durante a qual ela simulava um ato sexual — apesar desta prisão nunca ter sido concluída —, e o Papa João Paulo II pediu um boicote aos espetáculos da turnê na Itália, um dos quais foi consequentemente cancelado. Apesar disso, foi um sucesso de crítica, conquistando a condecoração de Most Creative Stage Production durante os Pollstar Concert Industry Awards de 1990.
As interpretações das canções de I'm Breathles tiveram início com "Sooner or Later", cantada em cima de um piano de cauda, seguida de "Hanky Panky", onde Madonna ficou na frente de um microfone e cantou. Ela estava vestida com um espartilho verde e amarelo listrado, fazendo o papel de uma cantora de boate, assim como sua personagem Breathless Mahoney. Perto do fim, Madonna brincou: "Vocês todos sabem os prazeres de uma boa surra, não é? (...) Quando eu machuco as pessoas, me sinto melhor, vocês sabem o que quero dizer?". A canção final do segmento foi "Now I'm Following You", onde Madonna dançou e apresentou a faixa através de playback com o dançarino Salim Gauwloos, que estava vestido como Dick Tracy. Analisando a "divulgação sem vergonha" de Dick Tracy nesse segmento, O'Brien disse que "junto com seu ienes para a expressão artística, Madonna sempre teve um olho no dólar baixo (...) [Mas] a seção de Dick Tracy é a parte menos dinâmica do show".
Após a conclusão da turnê, Madonna apresentou "Vogue" durante os MTV Video Music Awards de 1990, onde ela e seus dançarinos estavam vestidos com roupas do século XVIII, inspiradas por Maria Antonieta. Madonna recriou uma corte francesa do século XVIII, com uma sugestão sexual na interpretação. Em certo ponto, a cantora abriu sua grande saia, permitindo que um de seus dançarinos pudesse entrar de um lado e sair pelo outro. A dançarina Carlton Wilborn explicou que "[tal] nível de produção nunca havia sido feito na MTV. Os figurinos, os fãs, o drama (...) A MTV não tinha ideia alguma, nós só saímos e arrasamos". O'Brien descreveu a performance como um "momento inspirado por brilho", enquanto Taraborrelli definiu a apresentação como um "show clássico que elevou os padrões de futuras apresentações daquele programa". Mais tarde, foi classificada pela Billboard como a sexta melhor apresentação na história da premiação. No Oscar 1991, Madonna apareceu com o cantor Michael Jackson como seu parceiro e cantou "Sooner or Later". De acordo com a jornalista Liz Smith, Madonna havia prometido se apresentar na cerimônia apenas se "Sooner or Later" ou "More" fossem indicadas na categoria de Best Original Song. Ela usou um longo vestido branco e apertado desenhado por Bob Mackie e coberto de lantejoulas e pérolas. Em seu pescoço, ela usou joias de Harry Winston avaliadas em um custo de US$ 20.000.000. Taraborrelli lembrou que Madonna tinha apropriado todos os movimentos e trejeitos de Marilyn Monroe para a apresentação, prestando uma homenagem à atriz. Quando ela apareceu no palco, houve uma dificuldade técnica, resultando em seu microfone não aparecer abaixo do palco, e um funcionário lhe deu o microfone. A Billboard classificou-a como a sétima performance "mais impressionante" da história do Oscar, dizendo que "Madonna concedeu uma apresentação que nos levou de volta aos antigos dias glamorosos de Hollywood".

## Lista de faixas
A lista de faixas está organizada conforme o encarte do disco.
| N.º            | Título                                                    | Compositor(es)                                | Produtor(es)                  | Duração |  |
| 1.             | "He's a Man"                                              | Madonna Patrick Leonard                       | Madonna Leonard               | 4:42    |  |
| 2.             | "Sooner or Later"                                         | Stephen Sondheim                              | Madonna Bill Bottrell         | 3:18    |  |
| 3.             | "Hanky Panky"                                             | Madonna Leonard                               | Madonna Leonard               | 3:57    |  |
| 4.             | "I'm Going Bananas"                                       | Michael Kernan Andy Paley                     | Madonna Leonard               | 1:41    |  |
| 5.             | "Cry Baby"                                                | Madonna Leonard                               | Madonna Leonard               | 4:04    |  |
| 6.             | "Something to Remember"                                   | Madonna Leonard                               | Madonna Leonard               | 5:03    |  |
| 7.             | "Back In Business"                                        | Madonna Leonard                               | Madonna Leonard               | 5:10    |  |
| 8.             | "More"                                                    | Sondheim                                      | Madonna Bottrell              | 4:56    |  |
| 9.             | "What Can You Lose" (dueto com Mandy Patinkin)            | Sondheim                                      | Madonna Bottrell              | 2:08    |  |
| 10.            | "Now I'm Following You, Pt. I" (dueto com Warren Beatty)  | A. Paley Jeff Lass Ned Claflin Jonathan Paley | Madonna Leonard               | 1:35    |  |
| 11.            | "Now I'm Following You, Pt. II" (dueto com Warren Beatty) | A. Paley Lass Claflin J. Paley                | Madonna Leonard Kevin Gilbert | 3:18    |  |
| 12.            | "Vogue"                                                   | Madonna Shep Pettibone                        | Madonna Pettibone [A]         | 4:50    |  |
| Duração total: | Duração total:                                            | Duração total:                                | Duração total:                | 45:08   |  |

Notas
A  - denota produtores executivos
- "Sooner or Later" é oficialmente intitulada de "Sooner or Later (I Always Get My Man)" nos créditos do filme e nos Academy Award.[53][54]

## Créditos
Lista-se abaixo os profissionais envolvidos na elaboração de I'm Breathles, de acordo com o encarte da trilha sonora:
| - Madonna: vocalista principal, composição, produção - Warren Beatty: vocalista participante - Patrick Leonard: composição, teclados, produção - Robert "Shep" Pettibone: composição, produção - Niki Haris: vocalista de apoio - Donna De Lory: vocalista de apoio - Rev. Dave Boruff: saxofone - Bill Bottrell: produção, engenharia de mixagem - Ned Claflin: composição - Mahlon Clark: clarinete - Jeff Clayton: saxofone - Luis Conte: percussão - Bob Cooper: saxofone barítono - Fred Ebb: composição - Kevin Gilbert: produção - John Guerin: tambores - Michael Kernan: composição - Sr. Abraham Laboriel: baixo | - Jeff Lass: composição - Charles Loper: trombone - Bob Magnusson: baixo - Jennie Douglas McRae: vocalista de apoio - Jonathan Moffett: tambores, percussão - Abe Most: clarinete, saxofone alto - Andy Paley: composição - Jonathan Paley: composição - Mandy Patinkin: vocalista participante - Tim Pierce: guitarra - Jeff Porcaro: tambores - Guy Pratt: baixo - Bill Schneider: piano - Bill Meyers: piano - Stephen Sondheim: composição - Tony Terran: trompete - Carlos Veja: tambores - Randy Waldman – piano |

## Desempenho comercial

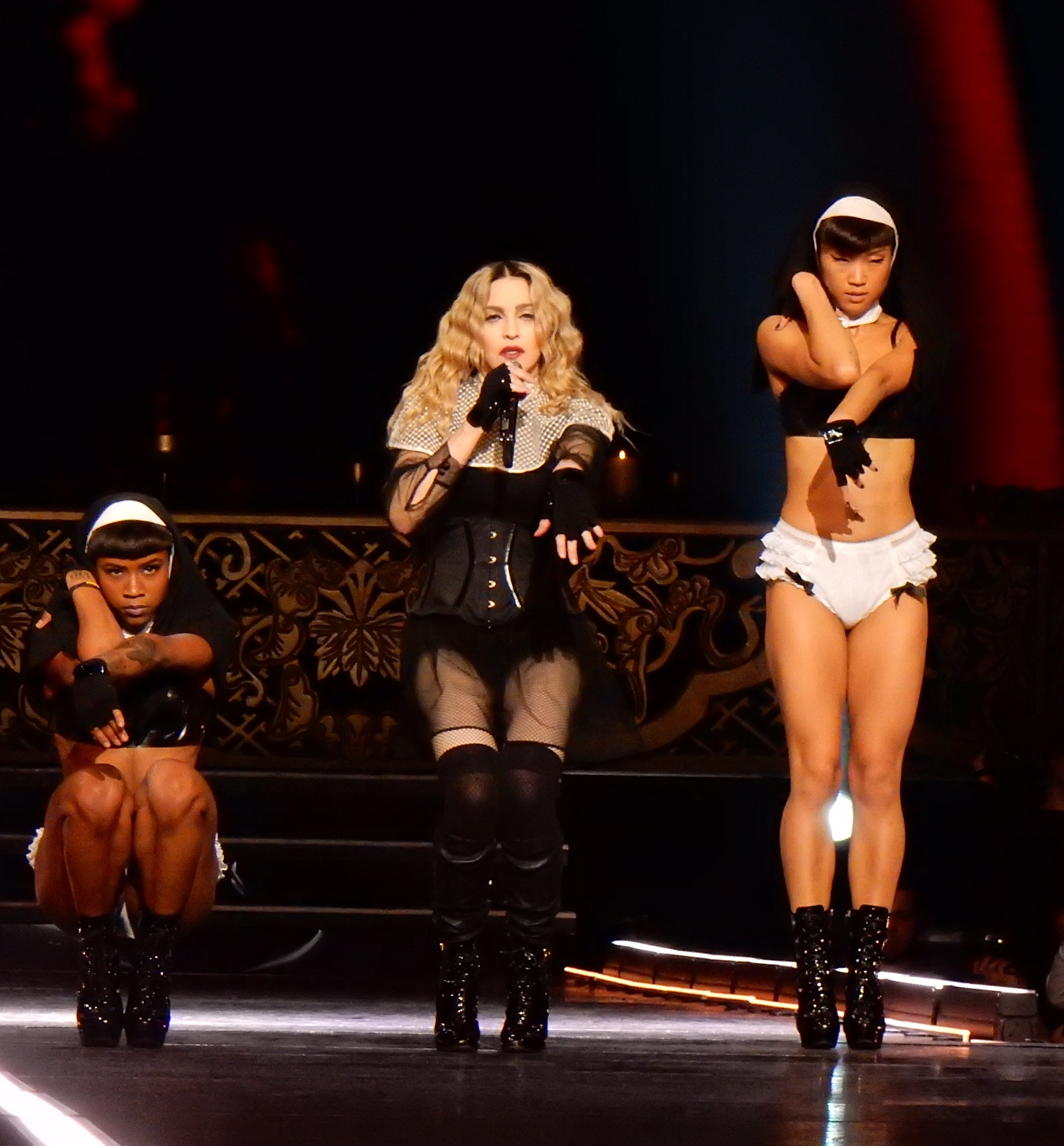
Madonna performando "Vogue", primeiro single do álbum, na Rebel Heart Tour (2015-16); após seu lançamento, alcançou a primeira posição em mais de trinta países.

I'm Breathless estreou no número 44 da Billboard 200 durante a semana de 9 de junho de 1990, chegando ao número dois semanas depois. No total, o álbum permaneceu na tabela por vinte e cinco semanas. I'm Breathless foi certificado com duas certificações de platina entregue pela Recording Industry Association of America (RIAA), denotando a distribuição de mais de dois milhões de cópias em todo o país. Em 2 de junho de 1990, I'm Breathless entrou na tabela de álbuns da  RPM  canadense no número 39, chegando finalmente ao número três. Durante a semana de 10 de novembro de 1990, o álbum passou sua última semana na parada, saindo no número 99, depois de passar 24 semanas na tabela. Até o momento, o álbum foi certificado em dupla platina pela Music Canada (MC) pela comercialização de 200,000 cópias.
Na Austrália, o álbum estreou no número um no ARIA Charts, durante a semana de 3 de junho de 1990, onde permaneceu por três semanas consecutivas e um total de vinte e três semanas na tabela. Este desempenho resultou na certificação de platina emitida pela Australian Recording Industry Association (ARIA) após setenta mil cópias do disco serem vendidas em território australiano. I'm Breathless entrou na tabela de álbuns da Nova Zelândia no número vinte e oito durante a semana de 3 de junho de 1990. Na semana seguinte, chegou ao número dois, passando um total de vinte e duas semanas na tabela. No Japão, I'm Breathless se tornou o segundo álbum número um de Madonna na tabela de álbuns da Oricon e havia vendido uma estimativa de 329,382 unidades até o final do ano. No Japan Gold Disc Awards de 1991, Madonna foi homenageada pela Recording Industry Association of Japan (RIAJ) com Melhor Álbum do Ano – Pop Feminino, Álbum do Ano e Artista do Grande Prêmio do Japão. Ano; os dois últimos foram dados para o álbum internacional mais vendido e o artista internacional mais vendido do ano, respectivamente.
O álbum também teve sucesso nos mercados europeus. Na Alemanha, I'm Breathless liderou a tabela de álbuns da Media Control e foi certificado em ouro pela Bundesverband Musikindustrie (BVMI) por comercializar 250,000 cópias. Na França, o álbum alcançou o número três e foi certificado em ouro duplo pela Syndicat National de l'Édition Phonographique (SNEP), com vendas estimadas de 411,900 cópias. Nos Países Baixos, I'm Breathless entrou no MegaCharts no número doze durante a semana de 3 de junho de 1990. Ele chegou ao número cinco, permanecendo um total de dezenove semanas na tabela. A Nederlandse Vereniging van Producenten en Importeurs van beeld- en geluidsdragers (NVPI) o certificou depois de serem vendidos trezentos mil exemplares do projeto em território holandês. Na tabela Schweizer Hitparade de 3 de junho de 1990, I'm Breathless estreou em sua posição de pico número três. Após dezenove semanas, foi certificado em ouro pela Federação Internacional da Indústria Fonográfica (IFPI) para o envio de 25,000 cópias. No Reino Unido, o álbum estreou e alcançou o número dois na UK Albums Chart, durante a semana de 2 de junho de 1990. Logo depois, I'm Breathless foi certificado em dupla platina pela British Phonographic Industry (BPI), com vendas registradas de 600,000 unidades. Na Espanha, o álbum alcançou o número dois e foi certificado em dupla platina por vender 200,000 cópias. No total, o álbum vendeu sete milhões de cópias em todo o mundo.

### Tabelas semanais
| Tabela musical (1990–2019)              | Melhor posição |
| --------------------------------------- | -------------- |
| Alemanha (GfK Entertainment)            | 1              |
| Argentina (CAPIF)                       | 2              |
| Austrália (ARIA Charts)                 | 1              |
| Áustria (Ö3 Austria Top 40)             | 5              |
| Canadá (RPM)                            | 3              |
| Espanha (PROMUSICAE)                    | 2              |
| Europa (European Top 100 Albums)        | 1              |
| Estados Unidos (Billboard 200)          | 2              |
| Estados Unidos (Soundtrack Album Sales) | 2              |
| Finlândia (Suomen virallinen lista)     | 1              |
| França (SNEP)                           | 8              |
| Grécia (IFPI Grécia)                    | 1              |
| Hungria (MAHASZ)                        | 19             |
| Irlanda (IRMA)                          | 1              |
| Itália (Musica e dischi)                | 1              |
| Japão (Oricon)                          | 1              |
| Malásia (RIM)                           | 9              |
| México (AMPROFON)                       | 3              |
| Noruega (VG-lista)                      | 4              |
| Nova Zelândia (Recorded Music NZ)       | 2              |
| Países Baixos (MegaCharts)              | 8              |
| Reino Unido (UK Albums Chart)           | 2              |
| Suécia (Sverigetopplistan)              | 4              |
| Suíça (Schweizer Hitparade)             | 3              |

| Tabela musical (1900)               | Posição |
| ----------------------------------- | ------- |
| Alemanha (GfK Entertainment Charts) | 34      |
| Austrália (ARIA Charts)             | 26      |
| Canadá (RPM)                        | 19      |
| Europa (European Top 100 Albums)    | 7       |
| Estados Unidos (Billboard 200)      | 42      |
| Nova Zelândia (Recorded Music NZ)   | 24      |
| Suíça (Schweizer Hitparade)         | 23      |

| Região                                                                                             | Certificação | Vendas    |
| -------------------------------------------------------------------------------------------------- | ------------ | --------- |
| Alemanha (BVMI)                                                                                    | Ouro         | 250,000^  |
| Austrália (ARIA)                                                                                   | Platina      | 70,000^   |
| Áustria (IFPI Áustria)                                                                             | Ouro         | 25,000*   |
| Brasil (Pro-Música Brasil)                                                                         | Ouro         | 182,000   |
| Canadá (Music Canada)                                                                              | 2× Platina   | 200,000^  |
| Espanha (PROMUSICAE)                                                                               | 2× Platina   | 200,000^  |
| Estados Unidos (RIAA)                                                                              | 2× Platina   | 3,000,000 |
| França (SNEP)                                                                                      | 2× Ouro      | 411,900   |
| Israel                                                                                             | —            | 12,000    |
| Itália                                                                                             | —            | 300,000   |
| Japão (RIAJ)                                                                                       | Ouro         | 329,382   |
| Malásia                                                                                            | —            | 16,700    |
| Países Baixos (NVPI)                                                                               | Ouro         | 50,000^   |
| Reino Unido (BPI)                                                                                  | 2× Platina   | 600,000^  |
| Singapura                                                                                          | —            | 60,000    |
| Suíça (IFPI Suíça)                                                                                 | Ouro         | 25,000^   |
| Resumos                                                                                            |              |           |
| Mundo                                                                                              | —            | 7,000,000 |
| ^distribuições baseadas apenas na certificação *números de vendas baseados somente na certificação |              |           |